# Саблучок Іван Семенович
Іван Семенович Саблучок (Саблуков) (1735—1777) — маляр-портретист і педагог.

## Біографія
Вивезений хлопцем з України до Петербурґу, був співаком придворної капелі. З 1753 учився малярства у І. Аргунова, згодом закінчив Петербурзьку академію мистецтв (учень Д. Левицького), її професор (з 1761) і дійсний член (з 1765).
Повернувшися на Україну, керував рисувальними класами Харківської колегії (з 1767) і вищою класою малювання (з 1770). Єдина збережена картина Саблукова — портрет С. Юр'єва у Третьяковській галерії в Москві.